# Westby (Montana)
Westby és una població dels Estats Units a l'estat de Montana. Segons el cens del 2000 tenia 172 habitants.

## Demografia
Segons el cens del 2000, Westby tenia 172 habitants, 88 habitatges, i 52 famílies. La densitat de població era de 123 habitants per km².
Dels 88 habitatges en un 14,8% hi vivien nens de menys de 18 anys, en un 51,1% hi vivien parelles casades, en un 5,7% dones solteres, i en un 39,8% no eren unitats familiars. En el 35,2% dels habitatges hi vivien persones soles el 23,9% de les quals corresponia a persones de 65 anys o més que vivien soles. El nombre mitjà de persones vivint en cada habitatge era d'1,95 i el nombre mitjà de persones que vivien en cada família era de 2,47.
Per edats la població es repartia de la següent manera: un 15,1% tenia menys de 18 anys, un 2,9% entre 18 i 24, un 22,7% entre 25 i 44, un 34,3% de 45 a 60 i un 25% 65 anys o més.
L'edat mediana era de 50 anys. Per cada 100 dones de 18 o més anys hi havia 105,6 homes.
La renda mediana per habitatge era de 32.875 $ i la renda mediana per família de 44.583 $. Els homes tenien una renda mediana de 35.625 $ mentre que les dones 18.125 $. La renda per capita de la població era de 19.438 $. Aproximadament el 4,7% de les famílies i el 9,4% de la població estaven per davall del llindar de pobresa.

## Poblacions més properes
El següent diagrama mostra les poblacions més properes.